# Rokoko
 Ovo je glavno značenje pojma Rokoko. Za rokoko u glazbenoj umjetnosti pogledajte Galantni stil.
Rokoko, poznat i kao kasni barok, umjetnički je pokret i stil 18. stoljeća, koji je utjecao na gotovo sve vrste umjetničkog izražaja: slikarstvo, kiparstvo, arhitekturu, uređenje interijera, dekorativnu umjetnost, književnost, glazbu i kazalište. Razvio se u ranom 18. stoljeću u Parizu kao reakcija na veličinu, simetriju i strogo propisivanje pravila u baroku, posebno prilikom uređenja palače Versailles. Umjetnici i arhitekti rokokoa izabrali su šaljivi, ukrašeni i ljupki pristup baroku. Njihov stil karakterizira kičasto ukrašavanje živim bojama, asimetričnim dizajnom, zakrivljenim linijama i uporabom zlata.
Za razliku od ozbiljnih, političkih tema razdoblja baroka, rokoko je u dekoriranju koristio razigrane i duhovite teme. Dekoracija prostorija u rokokou osmišljena je kao detaljno i potpuno ukrašavanje potpunog prostora na raspolaganju, što je podrazumijevalo bogato ukrašen namještaj, male statue, ukrašena gledala, tapiserije, zidove ukrašene reljefima i oslikavanje zidova. Rokoko je također ostavio veliki trag u kazališnoj umjetnosti. U knjizi The Rococo stoji da ni jedan drugi kulturni pokret "nije stvorio ljupkije i elegantnije dijaloge, pune zadirkivanja i neuhvatljivog i prikrivenog izražavanja i gesta, rafiniranih osjećaja i suptilne kritike" kao kazalište rokokoa, posebno u Francuskoj.
Krajem 18. stoljeća, rokoko je gotovo u potpunosti bio zamijenjen neoklasicizmom. Prema Rječniku Francuske akademije iz 1835., riječ rokoko "uglavnom obuhvaća onu vrstu ukrašavanja, stila i dizajna vezanu za vladavinu kralja Luja XV. i početak vladavine Luja XVI.". Ova definicija, stoga, obuhvaća svu vrstu umjetnosti od sredine 18. stoljeća u Francuskoj. Pojam je etimološki kombinacija francuskih riječi rocaille (kamen) i coquilles (školjka), zbog čestih korištenja ovih elemenata kao dekorativnih motiva. Mogao bi također biti kombinacija talijanske riječi "barocco" (neregularno oblikovani biser, vjerojatno izvor pojma "barok") i francuske "rocaille" (popularnog oblika vrtnih i interijerističkih ukrasa kod kojih se koriste školjke i šljunak) i može opisivati rafinirani i maštoviti stil u modi u nekim dijelovima Europe u 18. stoljeću. Zbog inzistiranja umjetnika rokokoa na bogatom ukrašavanju zakrivljenim ukrasima nalik školjkama, mnogi su kritičari koristili termin "rokoko" u uvredljivom smislu implicirajući da je ovaj stil bio neozbiljan i pomodan.
Ovaj pojam se kolokvijalno pojavljuje u engleskom jeziku 1836., sa značenjem "staromodan". Rokoko je u kasnijim razdobljima bio žestoko kritiziran i mnogi su ga smatrali površnim i neukusnim, pogotovo u usporedbi s neoklasicizmom. Usprkos tome, mnogi su ga hvalili zbog estetskih kvaliteta, a od sredine 19. stoljeća, pojam su konačno prihvatili i povjesničari umjetnosti. Iako se još vode debate o njegovoj općoj povijesnoj važnosti, rokoko se danas smatra značajnim razdobljem u razvoju europske umjetnosti.

## Povijesni razvoj
Uobičajeno je mišljenje da se rokoko najprije razvio na području dekorativne umjetnosti i dizajna interijera, ali njegovo podrijetlo leži u arhitekturi kasnog baroka majstora Francesca Borrominija (1599. – 1667.) uglavnom u Rimu i Camilla Guarinija (1624. – 1683.) uglavnom u sjevernoj Italiji, ali i Beču, Pragu, Lisabonu i Parizu. Plemstvo i biskupi katoličke (južne) Njemačke, Češke i Austrije pozivali su talijanske arhitekte kasnog baroka/ranog rokokoa na rad u njihovim zemljama. Inspirirane njihovim primjerom, lokalne obitelji zidara i obrtnika u Sjevernoj Europi izgradile su vlastiti njemački barokni stil koji je kasnije dosegao vrhunac rafiniranosti i osjećajnosti u stilu rokokoa.
Jedan oblik egzotičnog, ali na neki način formalnijeg tipa rokokoa pojavio se u Francuskoj, kad je sukcesija Luja XIV. donijela promjenu dvorskih umjetnika i općeg umjetničkog ukusa. S krajem duge vladavine Luja XIV. bogati barokni ukrasi zamijenjeni su laganijim elementima s više zakrivljenih linija i prirodnim obrascima. Ovi su elementi evidentni u arhitektonskom dizajnu Nicolasa Pineaua. Za vrijeme razdoblja Régence, kad se dvorski život udaljio od Versaillesa, ta se promjena u umjetnosti etablirala, najprije u kraljevskoj palači, a nedugo zatim u francuskom visokom društvu.
Nježnost i razigranost rokoko ukrasa često se doživljava kao savršeno usklađene s vladavinom punom ekscesa Luja XV.
Godine 1730-e predstavljale su vrhunac razvoja rokokoa u Francuskoj. Stil se brzo raširio iz domene arhitekture i izrade namještaja na slikarstvo i kiparstvo, primjerice u radovima Antoinea Watteaua i Françoisa Bouchera. Rokoko je zadržao barokni ukus složenih oblika i zamršenih uzoraka, ali je tada počeo uključivati i razne druge karakteristike, uključujući sklonost orijentalnom dizajnu i asimetričnim kompozicijama. Stil rokokoa su najviše raširili francuski umjetnici.
U Velikoj Britaniji rokoko se doživljavao kao "francuski ukus" i nikad se nije raširio kao arhitektonski stil, premda se njegov utjecaj znatno osjetio u ukrašavanju srebra, svile i porculana. Britanski dizajner Thomas Chippendale transformirao je dizajn britanskog namještaja onog doba kroz prilagodbu i usavršavanje rokoko stila. William Hogarth doprinio je razvoju teoretske baze ljepote u rokokou. Iako se nije izravno pozivao na pokret, on je u svom djelu "Analiza ljepote" (eng.: Analysis of Beauty) iz 1753. tumačio da su valovite linije i krivulje oblika slova S tipične za rokoko temelj draži i ljepote u umjetnosti i prirodi (za razliku od ravnih linija ili krugova u klasicizmu). Razvoj rokokoa u Velikoj Britaniji smatra se povezanim s buđenjem interesa za gotičku arhitekturu u ranom 18. stoljeću.
Početak kraja pokreta rokokoa došao je početkom 1760-ih kad su ličnosti poput Voltairea i Jacquesa-Françoisa Blondela započele kritizirati pretjeranost i degeneraciju umjetnosti. Blondel je rokoko u suvremenom interijeru opisao kao "besmislenu, bezobličnu masu školjaka, zmajeva, trske, palmi i biljaka".
U Njemačkoj je rokoko krajem 18. stoljeća ismijavan frazom Zopf und Perücke ("svinjski rep i perika") i tu fazu se katkad naziva riječju Zopfstil. Rokoko je ostao popularan u talijanskim provincijama do druge faze neoklasicizma kada je s Napoleonovom vladom stigao "ampir". Stil ampir je u potpunosti potisnuo rokoko.
Između 1820. i 1870. ponovo se budi interes za rokoko stil. Britanci su bili među prvima koji su oživjeli "stil Luja XIV.". Ugledni umjetnici kao Eugène Delacroix i mecene kao carica Eugénie de Montijo ponovo otkrivaju vrijednost gracioznosti i zaigranosti u umjetnosti i dizajnu.

## Rokoko po umjetničkim pravcima

### Namještaj i ukrasni predmeti
Lake teme i zamršeni uzorci u rokokou prikazani su u manjem razmjeru i manjim dimenzijama nego impozantna barokna arhitektura i kiparstvo. Nije dakle iznenađujuće da je umjetnost francuskog rokokoa najbolje došla do izražaja u interijeru. Elementi od kovanog željeza, porculanski kipići i pogotovo namještaj stekli su novi značaj jer su viši slojevi francuskog društva željeli opremiti svoje domove u novom, modernom stilu.
Stil rokokoa uživa u asimetriji, ukusu koji je bio nov europskom stilu. Ova praksa ostavljanja neuravnoteženih elemenata radi efekta, naziva se contraste.
U razdoblju rokokoa, namještaj je bio fizički i vizualno vedriji. Razvio se u statusni simbol i počinje imati važnu ulogu u komforu i prilagodljivosti. Moguće ga je s lakoćom premještati po prostoriji prilikom okupljanja i domjenaka, a javljaju se i mnogi specijalizirani oblici kao stolica fauteuil, stolica voyeuse ili berger en gondola. Promjene u dizajnu ovih stolica variraju od odvojenih naslona za ruke s jastučićima, produljenja jastuka na naslonu unatrag (poznat kao "hammerhead") i odvojivi jastuci za sjedala. Namještaj je također slobodan u prostoru, nije više usidren na zid, čime se naglašavala vedra atmosfera i prilagodljivost svakog elementa. Mahagonij se zbog svoje čvrstoće masovno koristio u izradi namještaja, što je omogućilo uklanjanje prečki među nogama kao što je vidljivo kod mnogih stolica onog doba. Postavljanje ogledala iznad okvira kamina postalo je sve popularnije i zbog mogućnosti proizvodnje stakla bez mrlja.
U potpuno razvijenom rokoko dizajnu kao što je Table d'appartement (oko 1730.), njemačkog dizajnera J. A. Meissonniera koji je radio u Parizu (ilustracija ispod), nestaje bilo kakva poveznica na prirodne tektonske oblike - čak je i mramorni vrh oblikovan. Pregača, noge i presvlaka besprijekorno su integrirani u fluidnost suprotstavljenih oblika i "rocaillea". Čvor (noeud) presvlake pokazuje asimetrični "contraste" koji je izum rokokoa.
Obitelji pariških drvodjelaca, od kojih su neki rodom iz Njemačke, razvili su stil obrađivanja površina u tri dimenzije, tzv. bombé, u kojima se furnir lako stapa s pozlaćenim i brončanim elementima i držačima. Neka od važnijih imena bili su Antoine Gaudreau, Charles Cressent, Jean-Pierre Latz, François Oeben i Bernard II van Risenbergh.
Francuski dizajneri kao François de Cuvilliés, Nicholas Pineau i Talijan Bartolomeo Rastrelli osobno su izvozili pariški stil u München i Sankt Peterburg, dok je Juste-Aurèle Meissonier rođen u Torinu imao uspješnu karijeru u Parizu. Glavni vođe pariškog rokokoa bili su mala grupa marchands-merciers, preteče modernih dekoratora interijera, pod vodstvom Simona-Philippea Poiriera.
U Francuskoj je stil ostao ponešto rezerviranim, budući da su ukrasi bili većinom od drveta nakon rezbarenja manje robusni i naturalistični i manje bujni u miješanju prirodnih i umjetnih oblika svih vrsta (npr. biljni motivi, stalaktiti, groteske, maske, razni obrtni alati, bedževi i drago kamenje).
Engleski rokoko bio je obuzdaniji. Namještaj Thomasa Chippendalea posjedovao je zaobljenost i osjećaj, ali ne i hirovitost francuskog ukusa. Najuspješniji predstavnik engleskog rokokoa bio je vjerojatno Thomas Johnson, nadareni drvodjelac i dizajner namještaja koji je radio u Londonu sredinom 18. stoljeća.
Pojam "rokoko" dolazi iz francuskog "rocaille", riječi koja se koristi za opis ukrasa od kamena ili školjke u spiljama Versaillesa. Mnogi elementi izrezbarenog namještaja iz 18. stoljeća, posebno okviri za ogledala, u svojoj kompoziciji prikazuju kamenje, školjke i protjecanje vode, često u asocijaciji s kineskim figurama i pagodama.

### Arhitektura
Kao što je gore navedeno, arhitektura rokokoa bila je laganija, ali i više razrađena inačica barokne arhitekture. Premda su stilovi slični, postoje značajne razlike između barokne i rokoko arhitekture. Prva od njih je simetrija pošto rokoko naglašava asimetriju oblika, dok je kod baroka upravo suprotno. Karakteristično za oba stila bilo je bogato ukrašavanje arhitektonskih elemenata, ali prikazane teme bile su različite. Barok je primjerice bio ozbiljniji, naglašavajući religiozne teme, i često bio okarakteriziran kršćanskim temama (činjenica je da je barok nastao u Rimu kao odgovor na protestantsku reformaciju). Arhitektura rokokoa bila je svjetovna adaptacija baroka iz 18. stoljeća u kojoj su dominirale vedre i razigrane teme. Ostali elementi koji pripadaju arhitektonskom stilu rokokoa su brojne krivulje i masovna uporaba dekoracija i blijede, pastelne boje.
Postoje mnogi primjeri građevina u stilu rokokoa i mnogi arhitekti. Među najpoznatijima su Katarinina palača u Rusiji, Nacionalna palača u Queluzu u Portugalu, Palače Augustusburg i Falkenlust u Brühlu, "Kineska kuća" u Potsdamu, Palača Charlottenburg u Njemačkoj, kao i neki djelovi Versaillesa u Francuskoj. Arhitekti koji su postali poznati po rokoko stilu su Francesco Bartolomeo Rastrelli, talijanski arhitekt koji je radio u Rusiji poznat po svojim raskošnim i bogatim projektima, Philip de Lange, aktivan u danskom i nizozemskom području ili Matthäus Daniel Pöppelmann, koji je djelovao kao arhitekt kasnog baroka i doprinio je u rekonstrukciji Dresdena u Njemačkoj.
Arhitektura rokokoa donijela je također značajne promjene u samom načinu građenja objekata, dajući veći naglasak na privatnost umjesto na javni prikaz veličanstvenosti u arhitekturi baroka, a poboljšanjem strukture objekata učinila je ambijent puno zdravijim.

### Dizajn interijera
Palača Solitude u Stuttgartu, Kineska palača Oranienbaumu u Rusiji, bavarska crkva u Wiesu i Sanssouci u Potsdamu primjeri su pojave rokokoa u europskoj arhitekturi.
U kontinentalnoj Europi gdje je rokoko bio najviše zastupljen, dinamični i fantastični oblici izraženi su teksturama u obliku listova, školjki ili plamenih jezika u asimetričnim strukturama, te kitnjastim i prekinutim krivuljama. Intimni interijeri u rokokou poništavaju arhitektonsku podjelu arhitrava, friza i uz pomoć plastičnih materijala kao što je rezbareno drvo i najviše od svega štukature ostvaruju efekt pitoresknog, znatiželjnog i kapricioznog (primjerice kod wessobrunske škole). Zidovi, strop, namještaj i rukotvorine od metala i porculana čine jedinstvenu cjelinu. Paleta boja u rokokou je mekša i bljeđa suprotno jakim primarnim bojama i mračnim tonalitetima tipičnih za barok.
Nekoliko antiarhitektonskih motiva brzo je 1720-ih preraslo u potpuno razvijeni arhitektonski rokoko stil i počelo je mijenjati interijer i dekorativnu umjetnost diljem Europe. Najbogatiji oblici njemačkog rokokoa nalaze se u katoličkom dijelu Njemačke.
Rokoko je inauguriran u nekoliko soba u Versaillesu i od tuda se proširio na mnoge pariške građevine (posebice Hôtel Soubise). U njemačkoj su francuski i njemački umjetnici (Cuvilliés, Neumann, Knobelsdorff, itd.) izradili otmjeni interijer Amalienburga u blizini Münchena, i dvorce u Würzburgu, Potsdamu, Charlottenburgu, Brühlu, Bruchsalu, palaču Solitude (Stuttgart) i Schönbrunn.
Općenito, rokoko je gotovo u potpunosti interijerski stil, zato što je bogata aristokracija odselila iz Versaillesa natrag u Pariz. Pariz je već bio izgrađen, stoga su aristokrati jednostavno preferirali renovirati interijer postojećih građevina umjesto da započnu gradnju novih.

### Slikarstvo
Rokoko u slikarstvu razvija se iz dekorativne umjetnosti i profilira se kao jasni slikarski stil. Slikari rokokoa koristili su nježne boje i zaobljene forme, te često glavnoj temi dodaju elemente mitova o ljubavi ili likove kerubina kao dekoraciju. Portretiranje je također bilo vrlo popularno u to doba. Neki radovi prikazuju neku vrstu nevaljalosti, nestašnosti ili slobodnijeg ponašanja u spolnosti (koketiranje, preljub, nedopušteno udvaranje...), čime se prikazuje povijesni trend udaljavanja od barokne crkvene i državne tematike. Pejzaž je u pravilu pastoralan i često su prikazane ležerne, dokone šetnje aristokratskih parova.
Duh i svježi dah rokokoa se najbolje osjeća u slikama Antoinea Watteaua (1684.  – 1721.), koji prikazuje bogato i razmaženo plemstvo, najčešće mladiće i djevojke pri bezbrižnim kućnim igrama ili obijesnim vrtnim zabavama gdje se likovi kreću u maglovitoj plemićkoj bajci, vode ljubav, slušaju glazbu ili naprosto uživaju (npr. Zadovoljstvo bala - 1719.). Kasnije se slikarstvo francuskog rokokoa smjelije poigrava s erotikom. U Rokokou se javlja eskapistička težnja za bijegom u prirodu, pa tako Watteau na svojoj najpoznatijoj slici Ukrcavanje za Kiteru (1717.) prikazuje veselo društvo u otmjenoj odjeći kako se padinom spušta do obale mora odakle polaze do hrama božice ljubavi Afrodite na otoku Kiteri; izlet očito posvećen zabavi i ljubavi. Watteau je dočarao raskošne boje kasne jeseni, sunce je na zalazu, a i skupina silazi u udaljenu, neizvjesnu i maglovitu dubinu. Slikar, kao prorok, simbolično prikazuje sudbinu visokog feudalnog društva koje će u najvećem obilju i najljepšem trenutku morati sići s povijesne pozornice nakon francuske revolucije 1789.
Nasuprot vremenu raskalašenog plemstva, rokoko je i vrijeme prosvjetiteljstva ili "vrijeme razuma" (racionalizam) u filozofiji. Jean-Baptiste Siméon Chardin (1699.  – 1779.) pokazuje poseban dar za prikazivanje života nižih slojeva pariškog građanskog društva u 18. stoljeću. Pojedinosti iz svijeta pripadnika niže srednje klase na skromnim platnima prikazuje toplim, ružičastim tonovima uz ugodan naturalizam (primjerice Na povratku s tržnice, 1739.). Njegovi portreti su nježni i meki, a mrtve prirode intimne i skromne sa samo nekoliko jednostavnih predmeta, ali krajnje otmjene i istančane po bojama. Njegova jako senzibilna metoda prikazivanja zablistala je u tehnici pastela. Nježne pastelne boje postale su obilježjem cijeloga razdoblja i, za razliku od baroka, sjene gotovo potpuno nestaju.
U Engleskoj se vrednuju slike prikaza londonskog života u prvoj polovici 18. stoljeća s kazališnim kvalitetama. William Hogarth (1697. – 1767.) bavi se sličnim temama, ali ga vlastiti podrugljivi, oštroumni komentari i moralna promišljanja o društvu onoga doba smještaju u satiričnu kategoriju umjetnosti. Primjerice, na slikama Život razvratnika (1733.) ili Brak po modi (1743.) pretjerano i podrugljivo pripovijeda o životu aristokracije koristeći se energičnim potezima i živahnim bojama.
Sklonost prema rokokou u Italiji zamjećuje se početkom 18. stoljeća i to u postupnom prelasku s tamnih boja na svjetlije. Veličanstvena djela iluzionizma naslikao je Venecijanac Giambattista Tiepolo (1696.  – 1770.) koji je između ostalog ukrasio unutrašnjost palače Würzburg (Balthasar Neumann) u Njemačkoj (1750.  – 1752). Slobodno i originalno tumačenje povijesne i svečane teme (braka Fridrika Barbarosse s Beatricom Burgundskom), kao i veličanstveno i intenzivno korištenje boja, izazvali su veliko divljenje. Tiepolo je proučavao majstore iz prošlosti, a odlikuju ga nadarenost za kompoziciju, privlačna teatralnost i uvjerenje da umjetnik mora i najdramatičnije teme prikazati na grandiozan način.
U 18. stoljeću u Italiji, pejzažno je slikarstvo preraslo u slikarstvo veduta (pogleda na grad). Najjača je svakako Venecijanska škola u kojoj se ističe Canaletto (1697. – 1768.) sa svojim topografski točnim pejzažima koje je blago namještao kako bi postigao željene kompozicijske odnose.

#### Slikari rokokoa
Jean-Antoine Watteau (1684. – 1721.) općenito se smatra prvim velikim rokoko slikarom. Snažno je utjecao na kasnije slikare kao što su François Boucher (1703. – 1770.) i Jean-Honoré Fragonard (1732. – 1806.), dva majstora kasnog razdoblja. Čak i Gainsboroughova (1727. – 1788.) nježnost reflektiraju duh rokokoa. Stil slikarice Élisabeth-Louise Vigée-Le Brun (1755. – 1842.) također odaje jak utjecaj rokokoa, posebice njezini portreti Marie Antonaete. Ostali poznatiji slikari rokokoa su Jean François de Troy (1679. – 1752.), Jean-Baptiste van Loo (1685. – 1745.), njegovo dvoje sinova Louis-Michel van Loo (1707. – 1771.) i Charles-Amédée-Philippe van Loo (1719. – 1795.), njegov mlađi brat Charles-André van Loo (1705. – 1765.), i Nicolas Lancret (1690. – 1743.). Jean-Baptiste-Siméon Chardin (1699. – 1779.) i Jean-Baptiste Greuze (1725. – 1805.), bili su značajni slikari tog doba koji se smatraju "antirokoko" slikarima.
Za vrijeme razdoblja rokokoa portret je bio važna komponenta slikarstva u svim zemljama, posebice u Velikoj Britaniji čiji su predstavnici bili William Hogarth (1697. – 1764.) i Francis Hayman (1708. – 1776.), te Angelica Kauffman švicarskog podrijetla, (1741. – 1807.), Thomas Gainsborough i Joshua Reynolds (1723. – 1792.). U Francuskoj je Jean-Baptiste Greuze bio najomiljeniji slikar Denisa Diderota (1713. – 1785.), a Maurice Quentin de La Tour (1704. – 1788.), Alexander Roslin (1718. – 1793.) i Élisabeth Vigée-Lebrun bili su značajni portretni slikari i slikari povijesnih motiva.

### Kiparstvo
Rokoko je imao snažan utjecaj na kiparstvo. Uživanje u porculanu, kojeg su Europljani tek naučili praviti, savršeno odgovara ovom novom raspoloženju. Ljupki pastiri i pastirice, kao i figure iz veselog talijanskog teatra Commedia dell'arte postali su vrlo popularni, kao primjerice figure iz poznate Bavarske tvornice Nymphenburg od Bustellija.
Étienne-Maurice Falconet (1716. – 1791.) se općenito smatra jednim od najboljih pripadnika francuskog rokokoa. Njegov se stil uglavnom najbolje izrazio kroz nježne porculanske kipove umjesto impozantnih mramornih skulptura. Falconet je i sam bio voditelj poznate tvornicee porculana u Sèvresu. Njegovi kipovi prikazivali su teme ljubavi i razigranosti, kao i prirodne motive s mnogim zakrivljenim linijama i asimetrijom.
Kipar Edmé Bouchardon prikazao je Kupida u rezbarenju svojih ljubavnih strelica iz Heraklove toljage. To je odličan simbolični prikaz rokoko stila: polubog je prikazan kao nježno dijete, toljaga kojom se lome kosti pretvara se u strelice kojom se pali iskra ljubavi baš kao što štukatura s lakoćom zamjenjuje mramor. Ostali značajni kipari tog razdoblja su Jean-Louis Lemoyne, Jean-Baptiste Lemoyne, Robert Le Lorrain, Louis-Simon Boizot, Michel Clodion i Pigalle.

### Glazba
Iako nije bio poznat kao raniji barokni i kasniji klasični stil, rokoko je postojao u povijesti glazbe. Glazbeni rokoko stil razvio se iz barokne glazbe u Francuskoj gdje je bio poznat kao galantni stil (style galante) i u Njemačkoj kao "osjećajni stil" (empfindsamer Stil). Karakterizira ga lagana, intimna glazba s izuzetno elaboriranim i rafiniranim oblicima ukrasa. Najznačajniji predstavnici su Jean Philippe Rameau, Louis-Claude Daquin i François Couperin u Francuskoj, a u Njemačkoj Carl Philipp Emanuel Bach i Johann Christian Bach, sinovi poznatijeg Johanna Sebastiana Bacha.
U drugoj polovici 18. stoljeća dolazi do reakcije protiv rokoko stila, prvenstveno protiv pretjeranog korištenja glazbenog ukrasa. Predvođena glazbenicima C.P.E. Bachom (on sam je već bio uspješan skladateljem rokokoa), Domenicom Scarlattijem i Christophom Willibaldom Gluckom ova je reakcija utrla put eri klasicizma. U ranom 19. stoljeću, katolički su se krugovi protivili uporabi ovog stila u religioznom kontekstu smatrajući ga neprimjerenim, pošto "ne može pobuditi osjećaj vjere".

## Galerija

### Arhitektura
- Igreja de São Francisco de Assis u São João del Rei, 1749. – 1774., djelo brazilskog majstora Aleijadinha.
- Palača Czapski u Varšavi, 1712. – 1721., vidljiva je fasciniranost rokoko majstora orijentalnom arhitekturom.
- Crkva sv. Andrije u Kijevu, 1744. – 1767., projektirao Francesco Bartolomeo Rastrelli.
- Stepenište u rokoko stilu, Palača Gruber, Ljubljana
- Zwinger u Dresdenu
- Rokoko Palača Branicki u Białystoku, poznata i kao "Poljski Versailles".
- Arhitektonski detalj fasade palače Sanssouci u Potsdamu.
- "Kineska kuća", vrtni paviljon palače Sanssouci. Sjeverni ulaz.

### Grafika u rokokou
- Nepoznati umjetnik. Alegorija astronomije i geografije. Francuska (?), 1750-ih
- A. Avelin prema Mondonu le Fils. Sretni trenutak. 1736.
- A. Avelin prema Mondonu le Fils. Kineski bog. Gravura iz djela «Quatrieme livre des formes, orneė des rocailles, carteles, figures oyseaux et dragon» 1736.

### Slikarstvo rokokoa
- Antoine Watteau, Pierrot, 1718. – 1719.
- Antoine Watteau, Ukrcavanje za Kiteru, 1718. – 1721.
- Jean-Baptiste van Loo, Trijumf Galateje, 1720.
- Francis Hayman, Plešuće mljekarice, 1735.
- Charles-André van Loo, Odmor za vrijeme lova, 1737.
- Gustaf Lundberg, Portret Françoisa Bouchera, 1741.
- François Boucher, Diana nakon kupanja, 1742.
- François Boucher, Venerina toaleta, 1751.
- Giovanni Battista Tiepolo, Hijacintova smrt, 1752.
- François Boucher, Marie-Louise O'Murphy, 1752.
- Maurice Quentin de La Tour, Portret u punoj veličini Markize de Pompadour, 1748. – 1755.
- François Boucher Portret Markize de Pompadour, 1756.
- Jean-Honoré Fragonard, Ljuljačka, 1767.
- Jean-Honoré Fragonard, Inspiracija, 1769.
- Jean-Honoré Fragonard, Denis Diderot, 1769.
- Jean-Honoré Fragonard Tajni sastanak, 1771.
- Élisabeth Vigée-Lebrun, Marija Antoaneta s ružom, 1783.
- Jean-Honoré Fragonard, Obmana slijepca, 1775.-1780.

### Slikarstvo u razdoblju rokokoa
- Jean-Baptiste-Siméon Chardin, Mrtva priroda sa staklenom bocom i voćem, oko 1750.
- Thomas Gainsborough, Gospodin i gospođa Andrews, 1750.
- Jean-Baptiste Greuze, Razmaženo dijete, oko 1765.
- Joshua Reynolds, Robert Clive i obitelj s indijanskom služavkom 1765.
- Angelica Kauffman, Portret Davida Garricka, ok 1765.
- Louis-Michel van Loo, Portret Denisa Diderota, 1767.

## Vanjske poveznice
- All-art.org: Rococo in the "History of Art"  Arhivirana inačica izvorne stranice od 30. listopada 2010. (Wayback Machine)
- Primjeri
- Rococo u "Povijesti umjetnosti"  Arhivirana inačica izvorne stranice od 30. listopada 2010. (Wayback Machine) (engl.)